# Räddningspaketet för USA:s finanssystem 2008

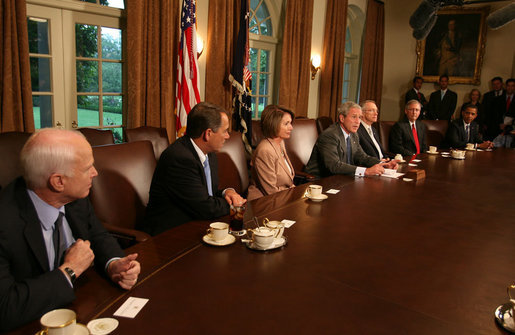
President George Bush möter Kongressledamöter, däribland presidentkandidaterna John McCain och Barack Obama i Vita Huset för att diskutera räddningspaketet den 25 september 2008.

Räddningspaketet för USA:s finanssystem 2008 (engelska: Emergency Economic Stabilization Act of 2008 eller mer allmänt a bailout of the U.S. financial system) är en amerikansk lag som antogs i respons till finanskrisen 2008, och som gav finansdepartementet tillåtelse att spendera upp till 700 miljarder dollar till köp av mer eller mindre värdelösa skuldförbindelser (så kallade "mortgage-backed security") liksom att även tillhandahålla ren cash till banksystemet. Räddningspaketet arbetades fram på finansdepartementet och föreslogs av finansminister Henry Paulson, varefter det förankrades i Kongressen innan lagen kunde antas.

## Henry Paulsons förslag
USA:s finansminister Henry Paulson föreslog en krisplan i vilken finansdepartementet skulle köpa upp så kallade mortgage backed securities, dvs värdepapperiserade krediter med bostadslån som bas, till ett värde av 700 miljarder dollar. Planen backades omedelbart upp av president George W. Bush och förhandlingar med medlemmar i Kongressen påbörjades i syfte att få fram ett lagförslag som skulle kunna gå igenom.